# فرانکو لوامبو
فرانسوا لوامبو ماکیادی (زاده ۶ ژوئیه ۱۹۳۸ – درگذشته ۱۲ اکتبر ۱۹۸۹) موسیقی‌دان اهل کنگو بود. او یکی از چهره‌های اصلی موسیقی کنگو قرن بیستم به طور خاص و موسیقی آفریقایی به طور عام بود و عمدتاً بیش از سی سال گروه تی‌پاک جاز، محبوب‌ترین و مهم‌ترین گروه آفریقایی زمان خود را رهبری کرد. او را به عنوان فرانکو لوامبو یا صرفا همان فرانکو می‌نامند. از آنجا فرانکو تسلطش بر رومبای کنگو شهرت عام داشت، طرفداران و منتقدانش او را «جادوگر گیتار» و «بزرگ مایتر موسیقی زئیری» می‌نامیدند و همچنین طرفداران زن او را به فرانکو د می آمور ملقب کردند.  معروف ترین موفقیت او، " ماریو "، بیش از 200000 نسخه فروش رفت و گواهی طلا دریافت کرد. 